# Корнилович Михайло Іванович
Корнилович Михайло Іванович (*7 листопада 1870, с. Квасове Володимир-Волинського пов., Волинської губ. – після 1957 р. ?) – історик, архівіст, політичний діяч.

## Життєпис
Народився у сім'ї службовця митниці.
Закінчив юридичний факультет Московського університету. 1912 р. залучався до роботи у Державній канцелярії по кодифікації узаконень про селян Царства Польського. Брав участь у студентському революційному русі напередодні 1917 р. Працював у Прилуцькому окружному суді, пізніше – агентом держстраху у Люблянській і Холмській губерніях.
1918 р. переїхав до Києва, де від 1922 р. працював у архівах. Був головою експертної комісії, яка розбирала Київський губернський архів.
З вересня 1925 р. працював у Київському окружному архіві на посаді заступника завідувача. Співпрацював з Археографічною та Етнографічною комісіями ВУАН. Його основні праці частково опубліковані у періодичних академічних виданнях 1930-х рр.
Був членом наукового Історичного товариства Нестора-літописця, співпрацював у журналі «Киевская старина», де публікував замітки про життя української громади у Петербурзі, рецензії, огляди.
3 серпня 1938 р. заарештований і засланий до Казахстану Кустанайської області., де продовжував краєзнавчі студії. 1950-х рр. проживав у м. Георгієвську Ставропольського краю, домагався своєї реабілітації.
1946 р. з нього знято судимість і пов'язані з нею обмеження, 1957 р. – звинувачення знято повністю.

## Праці
- Очерк крестьян и крестьянского дела в губерниях царства Польского. – СПб., 1914
- 50-летие крестьянской реформы в Холме. – Холм, 1913
- Земское и городское самоуправление в Царстве Польском в революционную эпоху 1861—1863. – СПб., 1916
- Планы «Воссоединения галицких униатов» в 1914—1915 рр. // Україна. – 1925. – Кн. 3
- Заповіт Олександра II і окраінна політика [публ. заповіту] // Україна. – 1924. – № 1–2. – С. 161—163
- Бібіковські обов'язкові інвентарі й селянство в Володимирському повіті на Волині // УАЗ. – К., 1926. – Вип. 1
- Біженська трагедія Холмщини і Підляшшя // Україна. – 1927. – Кн. 3
- Волинський кріпацький селянський двір і громада в першій половині XIX віку // УАЗ. – К., 1930. – Вип. 3.